# 称名寺 (文京区)
称名寺（しょうみょうじ）は、東京都文京区小日向にある浄土真宗本願寺派の寺院。

## 歴史
駿河国庵原郡（現在の静岡県静岡市）横内村に、江戸時代前まで10代に渡って住職が守り継いだ寺として稱名寺は存立していた。
駿河国の今川氏の元にいた徳川家康と幼少より竹馬の友であった11代目 誓了（せいりょう）は、家康が征夷大将軍として江戸城入城の折に、旧寺を近親の者に託し、家康に随行して江戸へ出府。江戸城田安門付近に寺地を拝領し、江戸 稱名寺の開基となった。
その後、江戸城総堀普請のため武蔵国豊島郡金杉へ、そして宝永年間（1704～）に現在地に寺地を移し、今に到る。
現住職は27代目（江戸17代目）。

## 墓所
- 滝亭鯉丈（りゅうていりじょう）の墓（東京都指定旧跡）
- 関思恭（せきしきょう）の墓

## アクセス
- 東京メトロ
  - 有楽町線 江戸川橋駅：4番出口から徒歩7分
  - 丸ノ内線 茗荷谷駅：2&3番出口から徒歩10分
  - 東西線 神楽坂駅：1番出口から徒歩13分